# Madoqua
Il nome dik-dik o dik dik indica le piccole antilopi del genere Madoqua. Si trovano nelle regioni meridionali e orientali dell'Africa. Il nome "dik-dik" è onomatopeico e richiama il verso che questi animali fanno quando vengono spaventati. In swahili si chiama digidigi.

## Caratteristiche fisiche
I dik-dik adulti hanno un'altezza al garrese compresa fra 30 e 40 cm, e pesano fra i 3 e i 5 kg. Hanno il muso allungato e un pelo morbido di colore grigio o marrone sul dorso e bianco-rosato sul resto del corpo. Molte specie hanno un anello di pelo chiaro intorno agli occhi. Il pelo sulla parte superiore del capo a volte forma un ciuffo verticale che può nascondere le corna del maschio, che sono corte (circa 7 cm), anellate e incurvate all'indietro. Le femmine sono un po' più grandi dei maschi. I neonati pesano circa 700 g. I piccoli raggiungono la maturità sessuale dopo 6-8 mesi.

## Riproduzione
La femmina dà alla luce un solo piccolo per volta, dopo una gestazione di circa 6 mesi.

## Habitat
I dik-dik prediligono le regioni erbose e i cespugli, ma evitano la vegetazione in cui il fogliame arriva all'altezza della loro linea visiva. Si trovano soprattutto nelle pianure aperte, in genere nelle stesse aree dove pascolano giraffe e antilopi e gazzelle di altre specie.

## Comportamento
I dik-dik sono monogami e territoriali. Segnano i loro territori grazie alle loro lacrime o al fluido ghiandolare pre-orbitale, affondando il capo nell’erba. Ogni coppia controlla un territorio di circa cinque ettari. Si nutrono soprattutto la sera dopo il tramonto o prima dell'alba. Quando uno dei componenti della coppia muore, l'altro si lascia morire di stenti.

## Alimentazione
I dik-dik sono erbivori, e si nutrono di foglie, erba, frutta e bacche. Non hanno bisogno di bere. La forma del capo dei dik-dik consente loro di raggiungere le foglie dell'acacia in mezzo alle spine, e di nutrirsi tenendo il collo ritto in modo da mantenere un buon angolo di visuale dell'ambiente circostante.

## Predatori
I dik-dik sono predati sia dai grandi carnivori africani (leoni, ghepardi, e così via) che da quelli di piccola taglia come caracal o gatti selvatici. Anche le aquile, i varani e i pitoni attaccano frequentemente i dik-dik.

## Classificazione
Ci sono quattro specie di dik-dik:
- Madoqua guentheri o dik-dik di Günther (Thomas, 1880).
- Madoqua kirkii o dik-dik di Kirk (Günther, 1894).
- Madoqua piacentinii o dik-dik argentato (Drake-Brockman, 1911).
- Madoqua saltiana o dik-dik di Salt (Desmarest, 1816).

## Curiosità
Il gruppo storico italiano dei Dik Dik prende il nome proprio da questo genere di antilopi. 
Il personaggio di Gazelleman di ultimate muscle viene chiamato nel doppiaggio internazionale Dik-Dik Van-Dik  è un lottatore tanzaniano dall'aspetto di una gazzella è basato sul dik dik ma è anche un riferimento a Dick Van Dyke (infatti, in alcuni episodi, il suo nome viene pronunciato erroneamente in questo modo).